# Thomas Balmès

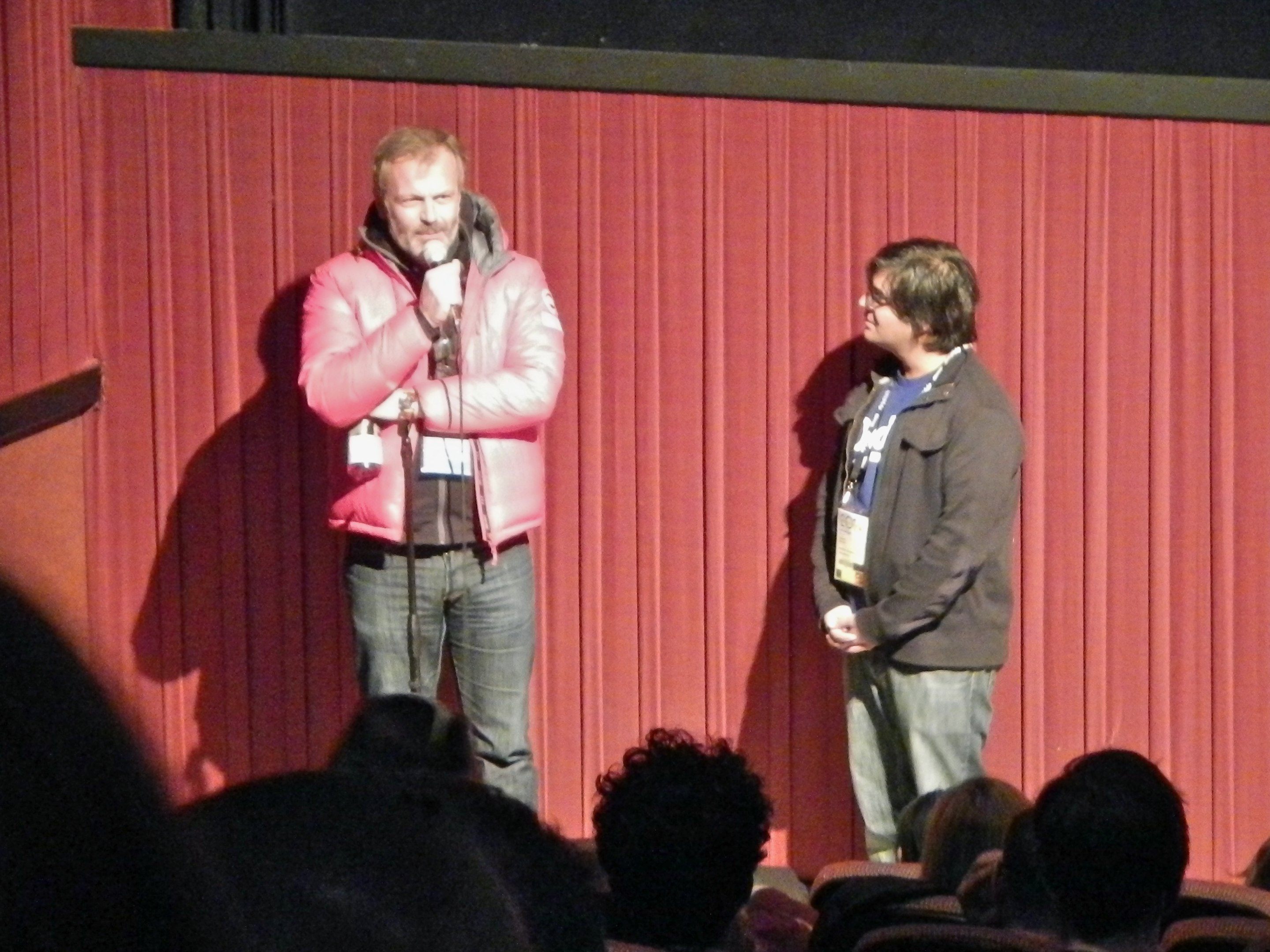
Thomas Balmès beim Sundance Film Festival 2014

Thomas Balmès (* 1969 in Paris) ist ein französischer Regisseur, Drehbuchautor, Kameramann und Filmproduzent.

## Leben und Werk
Thomas Balmès arbeitet seit 1992 als Filmemacher vor allem an international co-produzierten Dokumentarfilmen. 1995 wirkte er als Kameramann und Produzent an Enrica Antonionis Film Fare un film è per me vivere mit, der Michelangelo Antonionis Zusammenarbeit mit Wim Wenders am Episodenfilm Jenseits der Wolken dokumentierte.
1996 entstand mit Bosnia Hotel sein erstes Regiewerk, in dem er über den Einsatz kenianischer Soldaten bei der United Nations Mission in Bosnia and Herzegovina berichtete. In Maharajah Burger (1996) untersuchte Balmès die unterschiedlichen Sichtweisen von Westeuropäern und Indern auf Hausrinder während des BSE-Ausbruchs Mitte der 1990er Jahre, in dessen Verlauf in Europa massenhaft Tiere gekeult wurden, was in Indien angesichts der religiösen Verehrung der Kuh Entsetzen hervorrief.
In Christ Comes to the Papuans (2001) dokumentierte Balmès die Auswirkungen christlicher Missionierungs-Versuche beim Volk der Huli in Papua-Neuguinea.
In A Decent Factory (2004) folgte Balmès einem Ethik-Beauftragten der Firma Nokia bei einer Reise zu Lieferanten des Unternehmens in China, wobei er kulturelle Konflikte und das Spannungsfeld zwischen Ethik und Profit untersuchte. In seinem nächsten Werk Damages filmte Balmès die Abläufe in der Anwaltskanzlei Koskoff, Koskoff & Bieder, die auf Schadenersatz-Klagen spezialisiert ist, bei denen es um sehr hohe Streitwerte geht.
Babys (2010) widmete sich den Geschichten von vier Säuglingem aus verschiedenen Regionen der Erde in ihrem ersten Lebensjahr und zeigt damit auch die Vielfalt der Kulturen.
Mit Happiness zeigte Thomas Balmès den Alltag des achtjährigen Peyangki in einem kleinen Dorf in Bhutan, das erstmals an die Elektrizitätsversorgung angeschlossen werden soll, wodurch die Bewohner nun Zugriff auf Medien wie das Fernsehen erhalten. 2019 besuchte Balmès für Sing Me a Song Peyangki erneut in Bhutan und beobachtet, wie sich dessen Leben durch den Zugriff auf Fernsehen, Internet und Smartphones verändert hat.

## Filmografie (Auswahl)
Regie
- 1996: Bosnia Hotel (Dokumentarfilm)
- 1998: Maharajah Burger (Dokumentarfilm)
- 2000: The Gospel According to the Papuans (L'évangile selon les Papous, Dokumentarfilm)
- 2000: Waiting for Jesus (Dokumentarfilm)
- 2001: Christ Comes to the Papuans (Le dernier des Papous, Dokumentarfilm)
- 2004: Nokia: A Decent Factory (Dokumentarfilm)
- 2005: Damages (Dokumentarfilm)
- 2007: How Much Is Your Life Worth? (Dokumentarfilm)
- 2010: Babys (Bébé(s), Dokumentarfilm)
- 2013: Happiness (Dokumentarfilm)
- 2019: Sing Me a Song (Dokumentarfilm)